# Тиймгайст
Teamgeist (на немски: отборен дух, произнася се Тиймгайст) е топката на световното първенство по футбол през 2006 г. в Германия.
Нейният диаметър е 69 см. Ако се постави във вода, теглото ѝ (444 грама) не се увеличава с повече от 10%. При скорост от 50 км/ч топката прави 3500 завъртания в час – одобреният от FIFA стандарт е 2000. При силен удар в стена кълбото може да се свие максимум с 2 см.
Всички топки са произведени в Тайланд.

## Варианти

### Финал
Teamgeist Berlin е топката, използвана само за финала на първенството. За разлика от Teamgeist, тази топка е със златна разцветка. Комплектът от 20 броя за този мач е изработен в Германия и е получен само от шампиона Италия.

### Тренировъчен вариант
Моделът на топката за тренировки е в син цвят. Тя е с почти същото качеството като тази за официалните двубои.

## Спецификации
Това е първата топка, съставена от 14 панела.
Най-голямата разлика с предишните модели е при мокро време. Тиймгайст на практика не увеличава теглото си от вода и става изключително бърза на мокър терен. Според германския вратар Йенс Леман „тя е отлична за нападателите и ужасна за нас“.